# Barrage de K.Kalecik
Pour les articles homonymes, voir Kalecik.
Le barrage de K.Kalecik est un barrage de Turquie sur la rivière Gül Deresi, affluent de l'Euphrate, qui s'appelle localement Kalecik Çayı du nom du village le plus proche.

## Sources
- (en) www.dsi.gov.tr/tricold/kkalecik.htm Site de l'agence gouvernementale turque des travaux hydrauliques